# Centre international pour la recherche en agroforesterie
Le Centre international pour la recherche en agroforesterie (ICRAF) est l'un des centres de recherche membres du Groupe consultatif pour la recherche agricole internationale. Il est basé à Nairobi, au Kenya.

## Partenariat avec CIFOR
Depuis plus de 25 ans, le CIFOR et l'ICRAF participent au programme de recherche sur les forêts, les arbres et l'agroforesterie (FTA) de l'Organisation consultative pour la recherche agricole internationale, considéré le plus grand programme de recherche forestière au monde, et l'agroforesterie dans le développement durable, la sécurité alimentaire et le changement climatique Coopération.
Depuis le 1er septembre 2020, les bureaux régionaux du Centre international de recherche forestière (CIFOR) et du Centre international de recherche agricole et forestière (ICRAF) en Afrique centrale coexistent désormais dans les mêmes locaux du quartier Bastos de Yaoundé, au Cameroun.
Cette mesure suit la fusion des deux institutions qui agissent à l'échelle mondiale depuis le 1er janvier 2019.
Cette partenariat fournit des solutions inclusives et fondées sur la science aux défis environnementaux et sociaux complexes auxquels ces deux organisations font face (y compris le changement climatique, la dégradation des terres, le changement de population et l'insécurité alimentaire).